# Kalksvampar
Kalksvampar (Calcarea) är en klass av marina svampdjur. Kalksvampar kännetecknas av att deras spikler (små taggliknande strukturer i kroppen som fungerar som skelett) består av kalciumkarbonat. De flesta kalksvampar är ganska små svampdjur som lever på grundare vatten. Störst är artrikedomen i tropiska och subtropiska hav, bland annat vid korallrev. Gruppen är dock räknat i antalet arter den minsta svampdjursklassen.
Många kalksvampar har rundade säck- eller vasliknande former och ljus färg. De lever som andra svampdjur fästade vid ett underlag och livnär sig som filtrerare.